# 内里佩里恰尔
内里佩里恰尔（Neripperichal），是印度泰米尔纳德邦Coimbatore县的一个城镇。总人口15632（2001年）。

## 人口
该地2001年总人口15632人，其中男性8089人，女性7543人；0—6岁人口1834人，其中男946人，女888人；识字率65.08%，其中男性为73.62%，女性为55.92%。